# Cayo Acuario
O Cayo Acuario (em inglês: Acuario Cay ou Rose Cay), é uma ilhota (cayo) da Colômbia que está localizado à 12°33' de latitude norte e 81°41' de longitude oeste, situado no Departamento de San Andrés e Providência, à leste da ilha de San Andrés.
Sua principal atração, como seu nome sugere, é a grande quantidade de peixes que situa-se no lugar conhecido como "O Aquário"; o local se encontra muito próximo de seu cayo irmão Haynes Cay, sendo um passo quase necessário quando os turistas vão para Johnny Cay.

## Ver também

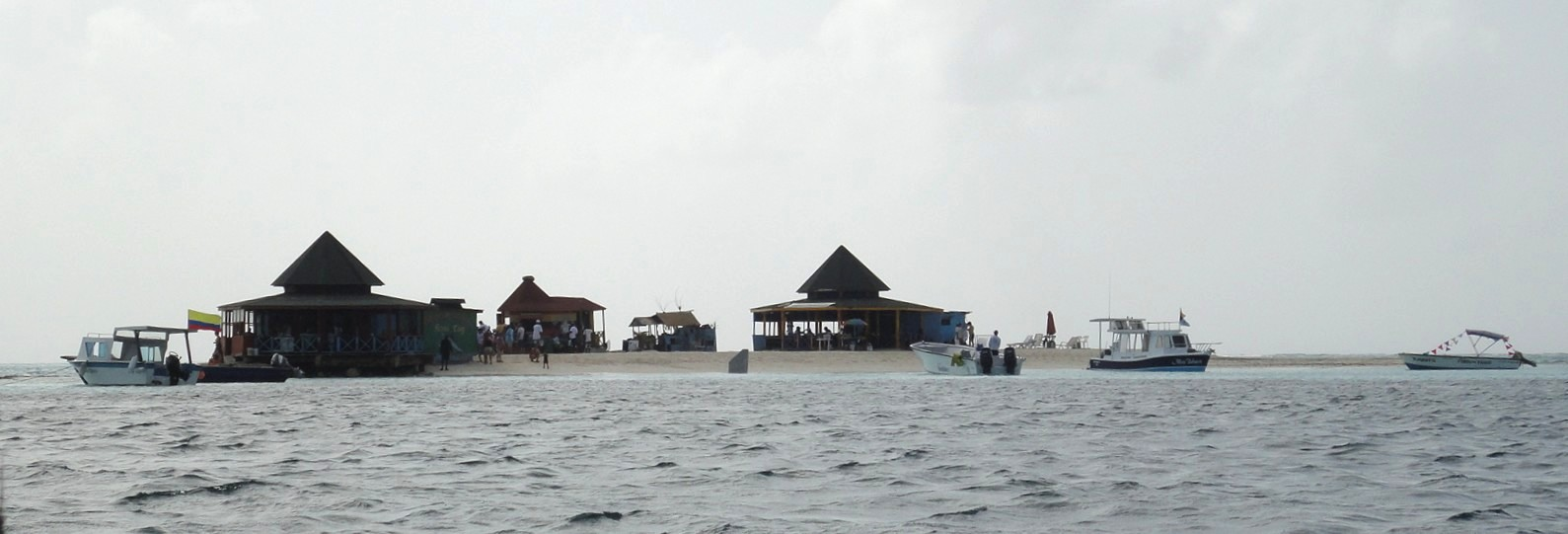
Ilhota Aquário desde o oeste